# Maullín
Maullín é uma comuna e cidade chilena, localizada na Província de Llanquihue, Região de Los Lagos. Maullín em língua mapuche significa estar coberto de água.
A comuna limita-se: a norte com Los Muermos; a Nordeste com Puerto Montt; a sudoeste com Calbuco; a oeste com o Oceano Pacífico; a sul com a Província de Chiloé. 